# Броди
 Тази статия е за града в Украйна.  За селото в Сярско, Гърция вижте Горно Броди.  За селото в Драмско, Гърция вижте Долно Броди.
Броди (на украински: Броди) е град в Лвовска област, Западна Украйна, административен център на Бродивски район.
Градът се намира на 90 километра североизточно от административния център на Лвовска област – град Лвов. Населението на Броди е 23 239 души (2004).

## История
Според мнозина историци градът е създаден още през Средновековието – през 1084 г. Градът е унищожен през 1241 г. от Бату хан.